# Kozienicki
Kozienicki là một huyện thuộc tỉnh Mazowieckie của Ba Lan. Huyện có diện tích 916 km². Đến ngày 1 tháng 1 năm 2011, dân số của huyện là 61079 người và mật độ 67 người/km².